# Walter Weiße
Walter Weiße (* 21. Januar 1923 in Freyburg (Unstrut); † 10. Mai 2021 in Naumburg (Saale)) war ein deutscher Maler und Kunsterzieher. Er lebte in Freyburg an der Unstrut.

## Leben
Weiße absolvierte ab 1937 eine Lehre als Maschinenschlosser und arbeitete bis zu seiner Einziehung zur Wehrmacht 1942 in seinem Beruf. Er nahm am Zweiten Weltkrieg teil und war bis 1947 in Kriegsgefangenschaft. Ab 1949 war er als Neulehrer Kunsterzieher. 1953/1954 studierte er am Pädagogischen Institut Erfurt und 1957 bis 1961 bei Elisabeth Voigt und Hans Schulze Kunstpädagogik und Kunstgeschichte an der Universität Leipzig. 1961 bis 1962 lehrte er selbst an der Universität Leipzig. Von 1962 bis 1968 hatte er an der Humboldt-Universität zu Berlin eine externe Aspirantur. 1969 promovierte er dort. Anschließend wirkte er mehr als drei Jahrzehnte als Kunsterzieher in Freyburg. Seine erste eigene Ausstellung als Maler fand 1960 im „Romanischen Haus“ in Bad Kösen statt.
1978 fand er erste Anerkennung als Künstler, als 60 Aquarelle von ihm in der illegalen „EP-Galerie“ von Jürgen Schweinebraden am Prenzlauer Berg ausgestellt wurden. Die Ostberliner Nationalgalerie kaufte aus dieser Ausstellung über Umwege drei Aquarelle an.
Weiße war Mitglied des Verbands Bildender Künstler der DDR und u. a. 1982/1983 auf der IX. Kunstausstellung der DDR in Dresden vertreten.
Er war mit Dieter Goltzsche und Achim Freyer befreundet, mit denen er mehrere Jahre gemeinsame Landschaftsmalerei betrieb.

## Museen und öffentliche Sammlungen mit Werken Weißes (mutmaßlich unvollständig)
- Freyburg/Unstrut: Museum Schloss Neuenburg[2]

- Nürnberg: Germanisches Nationalmuseum (auch Teile der persönlichen Korrespondenz)

## Ausstellungen (Auswahl)
Berlin
- EP Galerie Jürgen Schweinebraden 1978
- Galerie Mitte Berlin 1981 und 1998
- Kunsthaus Achim Freyer 2023

Halle/Saale:
- Galerie Marktschlösschen 1984
- Kunstverein (Opernhaus) 1992
- Exposition zu Ehren des 80. Geburtstages des Künstlers und ebenda 2003
- „Kleiner Querschnitt“ (Werke von 1986 bis 2002) 2003

Jena
- Galerie im Stadthaus 1981 (mit D. Goltzsche),
- Jenaer Kunstverein 1991

Mollis(Schweiz):
- Galerie Gallarte 1991, 2002

Erfurt
- Galerie am Fischmarkt 1997 („Chiffre Mensch“ mit A.R. Penck und K. Toggenburger)

Dresden
- Leonhardi-Museum 2000

Naumburg:
- Nietzsche-Haus 1996 und 2004,
- „Philosophieren mit den Auge“, 40 Zeichnungen zu Nietzsche-Texten

Zeitz
- Museum Schloss Moritzburg 1986 und 2000

Weimar
- Kunsthalle „Tote Krähe vor roter Mauer“ 2002 (Arbeiten aus den 80er Jahren bis zur Gegenwart)

Heilbad Heiligenstadt:
- Literaturmuseum „Theodor Storm“: „Traum&Rausch“-Kleine Blätter zu Friedrich Nietzsche und Ernst Ortlepp 2002

## Auszeichnungen
- 2004 Bundesverdienstkreuz am Bande
- Ehrenbürger von Freyburg (Unstrut)